# Bohdan Biłoszewski
Bohdan Ołehowycz Biłoszewski, ukr. Богдан Олегович Білошевський (ur. 12 stycznia 2000 w Niżynie) – ukraiński piłkarz występujący na pozycji obrońcy w ukraińskim klubie FK Ołeksandrija.

## Kariera klubowa
Wychowanek Szkoły Sportowej w Niżynie oraz klubu Dynamo Kijów, barwy których bronił w juniorskich mistrzostwach Ukrainy (DJuFL). Karierę piłkarską rozpoczął 10 września 2016 roku w juniorskiej drużynie juniorskiej Dynama Kijów U-17. 25 stycznia 2021 został wypożyczony do Desny Czernihów, w składzie którego 13 lutego 2021 zadebiutował w Premier-lidze w przegranym 1:2 meczu z Zorią Ługańsk. 21 lipca 2021 ponownie został wypożyczony, tym razem do Czornomorca Odessa. 10 stycznia 2022 został piłkarzem FK Ołeksandrija na zasadach wypożyczenia. 11 sierpnia 2023 roku klub z Ołeksandrii wykupił kontrakt piłkarza.

## Kariera reprezentacyjna
Występował w juniorskiej i młodzieżowej reprezentacjach Ukrainy.

## Sukcesy

### Sukcesy klubowe
Dynamo Kijów U-19
- wicemistrz Ukrainy U-19: 2016/17, 2017/18, 2018/19